# Karl-Heinz Sendbühler
Karl-Heinz Sendbühler (* 6. Januar 1957 in München; † 20. November 1999 in Komárom) war ein deutscher Politiker der rechtsextremen NPD. Er war Bundesvorsitzender ihres Jugendverbandes Junge Nationaldemokraten und ihrer Studierendenvereinigung Nationaldemokratischer Hochschul-Bund.

## Leben
Der sudetendeutsche Sendbühler studierte in München Kommunikationswissenschaft und trat bereits 1975 in die NPD und bedingt durch sein junges Alter automatisch in die Parteijugend JN ein. 1983 wurde er zum Vorsitzenden des NHB gewählt und behielt dieses Amt fünf Jahre inne. Während dieser Zeit war er zusammen mit Peter Marx verantwortlich für die Publikation NHB-Report. Bis zu ihrer Einstellung, 1986, erreichte sie eine Auflage von 1.000 bis 2.000 Exemplaren. Noch in seiner Funktion als NHB-Vorsitzender wurde Sendbühler von 1987 bis 1989 zum Vorsitzenden der NPD-Jugendorganisation gewählt.
Während seiner Amtszeit als JN-Bundesvorsitzender bekleidete er auch das Amt des Pressesprechers im bayerischen Landesverband der Partei. Als Pressesprecher agierte er auch in seiner Zeit im Bundesvorstand von 1993 bis 1997. In den Jahren 1995/96 zeichnete er verantwortlich für den Posten des Chefredakteurs beim Parteiorgan Deutsche Stimme. 1997 zog er sich von allen Ämtern innerhalb der Partei zurück.
Sendbühler war darüber hinaus Mitglied im rechtsextremen Witikobund, der Deutsch-Ukrainischen Gesellschaft, dem Arbeitskreis Junges Deutschland und den vorgeblichen Korporationen Hermundoria Buscoria zu Regensburg, Nibelungia Wien zu München und Arminia Zürich zu Heidelberg.